# IFPI Greece
L'International Federation of the Phonographic Industry Greece, o semplicemente IFPI Greece (in greco: IFPI Ελλάδος), è la branca dell'International Federation of the Phonographic Industry che si occupa delle classifiche musicali e delle certificazioni in Grecia. Fondata nel 1989, conta attualmente 2 classifiche, la Top 75 Albums e la Top 200 Airplay Chart, create rispettivamente nel 2010 e nel 2011. Prima di queste ultime le classifiche erano la Top 50 Greek Albums (i 50 album in lingua greca più venduti) e la Top 50 Foreign Albums (i 50 album internazionali più venduti).

## Classifiche
Top 75 Albums
Nasce nell'ottobre del 2010 dall'unione delle due vecchie Top 50, dopo che smisero di essere pubblicate nel marzo 2009, e raccoglie i 75 album più venduti in Grecia.
Top 200 Airplay Chart
Monitorando oltre 150 stazioni radio greche, la classifica raccoglie i 200 brani più ascoltati in radio. Tuttavia, solo le prime 100 posizioni sono rese note dal sito.